# Pepsinwein
Als Pepsinwein (lateinisch vinum pepsini) bezeichnet man einen Medizinalwein mit magenstärkender, verdauungsfördernder und appetitanregender Wirkung. Neben Dessertwein oder Likörwein enthält Pepsinwein auch Pepsin und verdünnte Salzsäure. Für einen besseren Geschmack sind meist auch (Trauben-)Zucker und Aromen (z. B. Bitterorangenschalen-Extrakt) zugesetzt.
Wenn nicht anders verordnet, wird vor der Mahlzeit ein Likörglas Pepsinwein in kleinen Schlucken getrunken.